# Francisco Balestrin
Francisco Roberto Balestrin de Andrade (São João da Boa Vista, 22 de maio de 1956) é um médico e executivo brasileiro com vasta experiência no setor de saúde. Ele é reconhecido por seu trabalho em gestão hospitalar e sua contribuição para a modernização e melhoria dos serviços de saúde no Brasil. Sua carreira é marcada por esforços contínuos para promover a excelência e a sustentabilidade nos serviços de saúde, tanto no Brasil quanto internacionalmente. Atualmente presidente da Federação dos Hospitais, Clínicas, Casas de Saúde, Laboratórios de Pesquisas e Análises Clínicas e Demais Estabelecimentos de Serviços de Saúde do Estado de São Paulo (Fehoesp), presidente do Sindicato dos Hospitais, Clínicas, Laboratórios e Estabelecimentos de Saúde no Estado de São Paulo (SindHosp), presidente do Conselho de Administração do Colégio Brasileiro de Executivos da Saúde (CBEXs) e vice-presidente executivo e diretor médico corporativo do Grupo VITA.

## Biografia
Graduado em Medicina, fez residência médica em Administração em Saúde no Hospital das Clínicas da Faculdade de Medicina da Universidade de São Paulo. É especialista em Saúde Pública, pela Faculdade de Saúde Pública da Universidade de São Paulo, e em Administração Hospitalar e Sistemas de Saúde pelo PROAHSA, da Escola de Administração de Empresas da Fundação Getulio Vargas (FGV). Balestrin também cursou MBA em Gestão de Planos de Saúde, no São Camilo, e possui título de especialista em Administração em Saúde pela Associação Médica Brasileira (AMB).
Para Francisco, a Saúde é um dos setores mais emblemáticos da economia e uma das maiores preocupações dos brasileiros. Ao longo de sua carreira, ele escolheu dedicar-se e aprofundar-se na gestão da saúde, tendo inclusive a oportunidade de testemunhar a criação do Sistema Único de Saúde (SUS). Além de vivenciar e contribuir para as transformações no setor privado, Balestrin tem representado e continua a representar diversas entidades setoriais, marcando sua trajetória com um impacto duradouro e positivo..
Balestrin foi um dos fundadores da Associação Nacional de Hospitais Privados (Anahp), entidade que presidiu de 2012 a 2018 e seguiu como membro do Conselho de Administração, de 2018 a 2020. E, 2017, assumiu por três anos a presidência da International Hospital Federation (IHF), com sede em Genebra, na Suíça, e, no mesmo ano, se tornou membro honorário do Comitê Executivo de Gestão da Associação do IHF.. Desde 2016, é diretor-adjunto do COMSAÚDE - Comitê da Cadeia Produtiva da Saúde e Biotecnologia da Federação das Indústrias do Estado de São Paulo (Fiesp), cargo que segue até o momento. Francisco também é Conselheiro Certificado pelo Instituto Brasileiro de Governança Corporativa (IBGC). Em 2015, passou a integrar o Conselho de Administração do Instituto Coalizão Saúde (ICOS) e permanece. Desde 2019, é membro do Conselho Consultivo da Beneficência Portuguesa de São Paulo e, desde 2022, é membro do Conselho Superior de Gestão da Secretaria de Ciência, Pesquisa e Desenvolvimento em Saúde do Estado de São Paulo.